# لئوناردو بنونوتی
لئوناردو بنونوتی (ایتالیایی: Leonardo Benvenuti؛ ‏ ۸ سپتامبر ۱۹۲۳ – ۳ نوامبر ۲۰۰۰) یک فیلم‌نامه‌نویس اهل ایتالیا بود.

## فیلم‌شناسی
- امشب در منزل آلیس
- روزی روزگاری در آمریکا
- اسمش را آندره‌آ می‌گذاریم
- ارواح – به سبک ایتالیایی
- ازدواج به سبک ایتالیایی
- اعتراض عمومی
- ناپلئون
- چه شریرند مردان!
- شادی زندگی
- هم‌کلاسی‌ها
- زندگی وردی
- شب بخیر، آقایان و خانم‌ها
- دکتر جکیل و بانوی مهربان
- فردیناند و کارولینا
- دن کامیلو: عالی‌جناب
- دن کامیلو و عالی‌جناب پپونه
- در عشق، هر لذتی با رنج همراه است
- دوستان من
- بانیوماریا
- بگذار خودمان را مسلح کنیم و شما به جبهه بروید!